# Liturgisches Gut
Als liturgisches Gut werden Textelemente bezeichnet, die der Liturgie entstammen. Oft sind diese Belegstellen die einzige Quelle, die eine vage Kenntnis ansonsten untergegangener Stücke ermöglichen.

## Liturgisches Gut im Neuen Testament
Das Neue Testament enthält zahlreiche Passagen, die gottesdienstliche Formeln wiedergeben.
Dabei handelt es sich vor allem um Hymnen, die bereits vor Abfassung des Textes in Gebrauch waren und durch die Verschriftlichung vor dem Vergessen bewahrt wurden. Sie bilden eine wichtige Informationsquelle für die heutige Kenntnis urchristlicher Theologie und Liturgie.
Beispiele:
- Lk 1,68–79 EU (Benedictus)
- Lk 1,46–55 EU (Magnificat)
- Lk 2,29–32 EU (Nunc dimittis)
- Joh 1,1–18 EU (Johannesprolog)
- Röm 11,33–36 EU
- Phil 2,5–11 EU (Philipperhymnus)
- 1 Tim 1,17 EU
- 1 Tim 2,5—6 EU
- 1 Tim 3,16 EU
- 1 Tim 6,15b–16 EU
- 2 Tim 2,11b–13 EU
- Kol 1,15–20 EU
- Eph 1,3–14 EU
- Heb 1,3 EU
- Offb 4,8b EU
- Offb 5,12 EU
- Offb 5,13b EU

## Liturgisches Gut in späteren Texten
Insbesondere in der Kirchenväterliteratur sind zahlreiche Stellen zu finden, die liturgisches Gut enthalten. Bekannt ist z. B. der Ruf: Conversi ad Dominum („zum Herrn hin [lasset uns beten]“) aus der nordafrikanischen Liturgie nicht aus liturgischen Quellen, sondern durch die Werke des Augustinus. Auch die beiden Eucharistiegebete aus der Didache und das Eucharistiegebet am Schluss des ersten Clemensbriefes sind als liturgisches Gut zu betrachten.
Auch durch frühmittelalterliche Texte, vor allem der althochdeutschen Sprachdenkmäler, ist volkssprachliches liturgisches Gut überliefert worden, während die liturgischen Gebrauchshandschriften verlorengingen.